# Centre International de Recherches Théâtrales
Il Centre International de Recherches Théâtrales (CIRT, tradotto Centro Internazionale di Ricerche Teatrali) è stato fondato da Peter Brook nel 1970. Con questo gruppo di ricerca Brook intendeva riesaminare le radici più profonde della comunicazione teatrale.
Cominciò dapprima ad esplorare l'uso della voce e del linguaggio; l'energia che poteva trasmettere sia il significato che il suono del testo. L'attenzione venne quindi concentrata sul potere vibratorio del suono delle parole.
Venne poi creato un dialetto del tutto particolare: inventarono (del CIRT facevano parte molti artisti, ricordiamo l'attore Yoshi Oida) una lingua mischiando parole e suoni presi da diverse lingue; questo linguaggio venne chiamato Bashtahondo.
Brook sperimentò anche la comunicazione attraverso il movimento del corpo, il linguaggio dei segni.
Il CIRT ebbe la sua prima grande rappresentazione pubblica in Iran nel 1971. Brook e i suoi avrebbero messo in scena Orghast di Ted Hughes.
| Controllo di autorità | VIAF (EN) 135174430 · LCCN (EN) no96054938 · J9U (EN, HE) 987007605455305171 |